# Chydarteres striatellus
Chydarteres striatellus är en skalbaggsart som beskrevs av Hüdepohl 1985. Chydarteres striatellus ingår i släktet Chydarteres och familjen långhorningar. Inga underarter finns listade i Catalogue of Life.